# واینکوپ اسپرینگز (ویرجینیای غربی)
واینکوپ اسپرینگز (به انگلیسی: Wynkoop Spring) یک منطقهٔ مسکونی در ایالات متحده آمریکا است که در شهرستان برکلی، ویرجینیای غربی واقع شده‌است.